# Billy Bob Thornton
Billy Bob Thornton (Hot Springs (Arkansas), 4 augustus 1955) is een Amerikaans filmacteur, regisseur, scenarioschrijver en zanger. Hij won in 1997 een Academy Award voor het schrijven van de film Sling Blade. Daarnaast werden hem meer dan twintig filmprijzen toegekend, waaronder National Board of Review Awards voor zowel het maken van Sling Blade als voor zijn acteerprestatie in Monster's Ball.
Thornton kreeg in 2004 een ster op de Hollywood Walk of Fame.

## Filmcarrière
Thornton maakte in 1986 zijn filmdebuut als acteur in Hunter's Blood. Met inmiddels een handvol films op zijn cv kreeg hij in 1990 een rol in de televisieserie The Outsiders, die na één seizoen van dertien afleveringen werd stopgezet. Thornton debuteerde twee jaar later als scriptschrijver met de film One False Move, waarin hijzelf tevens acteerde.
Het schrijven beviel Thornton dermate goed dat hij het naast het acteren bleef doen. In 1994 maakte hij zo van zijn pennenvrucht Some Folks Call It a Sling Blade een korte film, die hij twee jaar later uitbouwde tot de avondvullende productie Sling Blade. Deze schreef en regisseerde hij en hij speelde er zelf de hoofdrol in. Hiermee was Thorntons naam als multitalent definitief gevestigd in Hollywood, want voor het schrijven won hij onder meer een Oscar, voor het acteren onder meer een Chicago Film Critics Association Award en voor het regisseren een Independant Spirit Award voor beste debuutfilm.
Thornton is naast filmmaker ook zanger. Hij bracht het album Private Radio uit in 2001 en The Edge of the World in 2003.
Thornton heeft herhaaldelijk zijn afkeer geuit van de beroemdheidscultus in de film- en muziekwereld. Hij probeerde uit de schijnwerpers te blijven, maar dat lukte hem slecht. Zijn huwelijk (van mei 2000 tot mei 2003) met actrice Angelina Jolie, voor wie hij Laura Dern in de steek liet, trok veel aandacht in de media. Dit was zijn vijfde huwelijk. Uit zijn eerdere huwelijken heeft hij een dochter en met Cherniak twee zoons. Thornton werd in 2004 voor de vierde keer vader, van een dochter.

## Filmografie
Als acteur in films
- London Fields (2018) - Samson Young
- A Million Little Pieces (2018) - Leonard
- Bad Santa 2 (2016) - Willie
- Whiskey Tango Foxtrot (2016) - General Hollenek
- Our Brand Is Crisis (2015) - Pat Candy
- Entourage (2015) - Larsen McCredle
- The Judge (2014) - Dwight Dickham
- Parkland (2013) - Forrest V. Sorrels
- The Baytown Outlaws (2012) - Carlos Lyman
- Jayne Mansfield's Car (2012) - Skip Caldwell
- Puss in Boots (2011) - Jack (stem)
- Faster (2010) - Cop
- The Smell of Success (2009) - Patrick
- The Informers (2008) - William Sloan
- Eagle Eye (2008) - Agent Thomas Morgan
- Mr. Woodcock (2007) - Jasper Woodcock
- The Astronaut Farmer (2006) - Charles Farmer
- School for Scoundrels (2006) - Dr. P
- The Ice Harvest (2005) - Vic Cavanaugh
- Bad News Bears (2005) - Morris Buttermaker
- Friday Night Lights (2004) - Coach Gary Gaines
- The Alamo (2004) - Davy Crockett
- Chrystal (2004) - Joe
- Bad Santa (2003) - Willie
- Love Actually (2003) - The US President
- Intolerable Cruelty (2003) - Howard D. Doyle
- Levity (2003) - Manuel Jordan
- Waking Up in Reno (2002) - Lonnie Earl Dodd
- The Badge (2002) - Sheriff Darl Hardwick
- Bandits (2001) - Terry Lee Collins
- Monster's Ball (2001) - Hank Grotowski
- Daddy and Them (2001) - Claude Montgomery
- The Man Who Wasn't There (2001) - Ed Crane
- The Last Real Cowboys (2000) - Tar
- South of Heaven, West of Hell (2000) - Brig. Smalls
- Pushing Tin (1999) - Russell Bell
- A Simple Plan (1998) - Jacob
- Armageddon (1998) - Dan Truman
- Primary Colors (1998) - Richard Jemmons
- Homegrown (1998) - Jack Marsden
- U Turn (1997) - Darrell
- Princess Mononoke (1997) - Jigo (stem)
- The Apostle (1997) - Troublemaker
- A Gun, a Car, a Blonde (1997) - Syd/Monk
- Sling Blade (1996) - Karl Childers
- The Winner (1996) - Jack
- The Stars Fell on Henrietta (1995) - Roy
- Dead Man (1995) - Big George Drakoulious
- On Deadly Ground (1994) - Homer Carlton
- Floundering (1994) - Gun clerk
- Tombstone (1993) - Johnny Tyler
- Blood In Blood Out (1993) - Lightning
- Grey knight (1993) - Langston
- Indecent Proposal (1993) - Day tripper
- Trouble Bound (1993) - Cold face
- One False Move (1992) - Ray Malcolm
- For the Boys (1991) - Marine sergeant, Korea
- The Dark Backward (1991) - Patron at Sloppy's
- Chopper Chicks in Zombietown (1989) - Donny
- Going Overboard (1989) - Dave
- South of Reno (1988) - Counterman
- Hunter's Blood (1986) - Billy Bob

Als acteur in series
- Matlock (1987) (1 afl.)
- The Outsiders (1990) - Buck Merrill (10 afl.)
- Evening Shade (1990) (1 afl.)
- Knots Landing (1992) (1 afl.)
- Hearts Afire (1992-1995) - Billy Bob Davis (54 afl.)
- Ellen - 1997 (1afl.)
- King of the hill (1998) (1 afl.)
- CatDog (2000-2005) (2 afl.)
- Saturday Night Live (2001) (1 afl.)
- Fargo (2014-2017) (11 afl.)
- The Big Bang Theory (1 afl.)
- Goliath (2016-2019) (24 afl.)
- Landman (2024- ) (10 afl.)

Scenarist
- Jayne Mansfield's Car (2012)
- Daddy and Them (2001)
- Camouflage (2001)
- The Gift (2000)
- Sling Blade (1996)
- A Family Thing (1996)
- Some Folks Call It a Sling Blade (1994)
- One False Move (1992)

Regisseur
- Jayne Mansfield's Car (2012)
- Daddy and Them (2001)
- All the Pretty Horses (2000)
- Sling Blade (1996)